# Eric Philippi

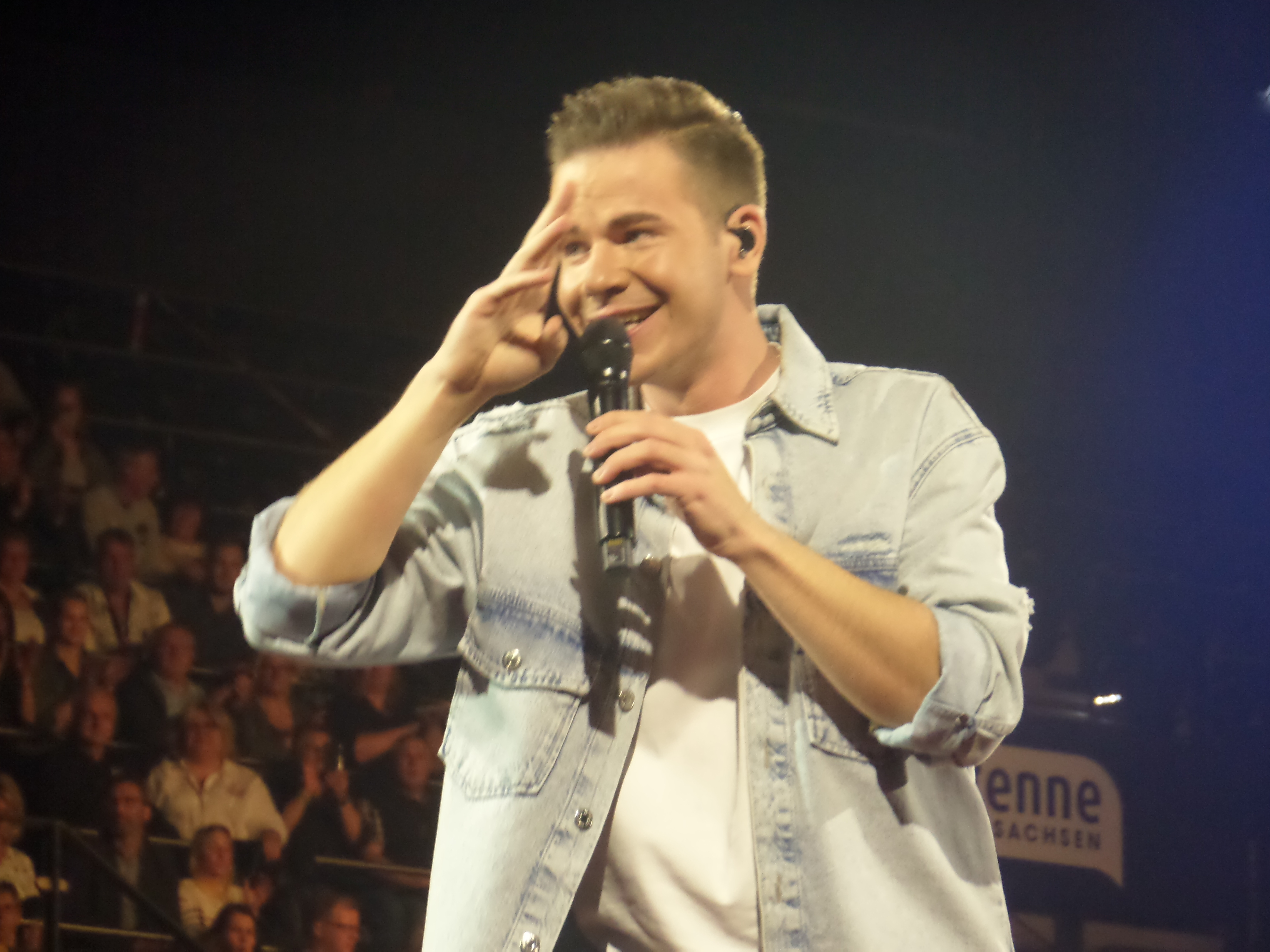
Eric Philippi beim Schlagerfest in Oldenburg (2022)

Eric Philippi (* 2. Januar 1997 in Saarbrücken) ist ein deutscher Schlagersänger, Trompeter und Produzent.

## Leben und Wirken
Eric Philippi wuchs im Saarland auf und begann im Alter von neun Jahren Trompete zu spielen. Über die klassische Ausbildung als Trompeter folgte im Jugendalter ein großes Interesse für Big Bands und Jazz. Als langjähriges Mitglied des Jugendjazzorchesters Saar spielte er noch während seiner Schulzeit eine Vielzahl an Konzerten im süddeutschen Raum. Im Alter von 15 Jahren begann Philippi Gesangsunterricht zu nehmen. Er begann zunächst eine Ausbildung zum Kfz-Mechatroniker, entschloss sich dann aber für die musikalische Laufbahn, nachdem er 2015 den Newcomer-Wettbewerb des Radiosenders Radio Salü gewann.
Im August 2020 wurde die langfristige Zusammenarbeit mit dem Münchner Musiklabel Telamo bekanntgegeben. Sein Debütalbum Schockverliebt erschien Anfang September 2021. Im Anschluss daran nahm Philippi an der Schlagerchallenge 2021 (ARD, Feste der Volksmusik/Episodenliste) von Florian Silbereisen teil und ging als Gewinner der Show hervor. Als Preis gewann Philippi ein eigenes, exklusives Club-Konzert im MDR, das im Anschluss an die Sendung stattfand und vom MDR ausgestrahlt wurde. Sein Album Schockverliebt erreichte am 10. September 2021 Platz 13 der offiziellen Deutschen Albumcharts und konnte sich drei Wochen in den Top100 behaupten.
Philippi trat im Herbst 2021 bei der Fernsehsendung Immer wieder sonntags auf und war zu Gast bei Die Schlager des Monats und der MDR-Talkshow Riverboat, bei der er auch sang.
Im Oktober 2021 trat Philippi mit seiner zweiten Single Ein letzter Kuss beim Schlagerbooom 2021 (ARD, Feste der Volksmusik/Episodenliste) in der Dortmunder Westfalenhalle auf. Daraufhin stieg sein Album Schockverliebt in erneut in den Top100 der offiziellen Deutschen Albumcharts auf Platz 79 auf.
2024 veröffentlichte Philippi sein zweites Studioalbum Wir bleiben noch, darauf enthalten auch der gemeinsame Titel „Falsch dich zu lieben“ mit Michelle.

## Werke als Songwriter und Produzent
In seiner Funktion als Produzent und Songwriter verzeichnete er Veröffentlichungen mit namhaften deutschsprachigen Künstlern.
- Das wissen nur wir von Beatrice Egli & Florian Silbereisen (Musik, Text und Produzent)[17]
- Volles Risiko von Beatrice Egli (Musik, Text und Produzent)[18]
- Das größte Glück der Welt von Howard Carpendale (Musik und Text gemeinsam mit Sebastian Kirchner)[19]
- Dazwischen bin ich von Ben Zucker (Musik und Text als Co-Autor)[20]
- Das wars für mich von Michelle (Musik, Text und Produzent)[21]
- Was aus euch wird von Roland Kaiser (Musik und Text gemeinsam mit Eike Staab)[22]

## Privates
Im Juli 2023 wurde bekannt, dass Philippi mit der Schlagersängerin Michelle liiert ist. Im Juni 2024 gaben sie im Rahmen der Aufzeichnung der ARD-Sendung Schlagerbooom Open Air – Die Stadionshow in Österreich ihre Verlobung bekannt.

## Diskografie

### Alben
| Jahr | Titel Musiklabel              | Höchstplatzierung, Gesamtwochen, AuszeichnungChartplatzierungen (Jahr, Titel, Musiklabel, Platzierungen, Wochen, Auszeichnungen, Anmerkungen) | Höchstplatzierung, Gesamtwochen, AuszeichnungChartplatzierungen (Jahr, Titel, Musiklabel, Platzierungen, Wochen, Auszeichnungen, Anmerkungen) | Höchstplatzierung, Gesamtwochen, AuszeichnungChartplatzierungen (Jahr, Titel, Musiklabel, Platzierungen, Wochen, Auszeichnungen, Anmerkungen) | Anmerkungen                             |
| Jahr | Titel Musiklabel              | DE | AT | CH | Anmerkungen                             |
| ---- | ----------------------------- | --- | --- | --- | --------------------------------------- |
| 2021 | Schockverliebt Telamo (WMG)   | DE12 (8 Wo.)DE | AT12 (3 Wo.)AT | CH33 (2 Wo.)CH | Erstveröffentlichung: 3. September 2021 |
| 2024 | Wir bleiben noch Telamo (WMG) | DE32 (1 Wo.)DE | AT63 (… Wo.)AT | — | Erstveröffentlichung: 11. Oktober 2024  |

### Singles
- 2020: Du bist
- 2021: Schockverliebt
- 2021: Ein letzter Kuss
- 2022: Weiße Taube (mit Howard Carpendale)
- 2023: Wir bleiben noch
- 2023: Falsch dich zu lieben (mit Michelle)
- 2024: Ich liebs